# Stigagöl
Stigagöl är en sjö i Vetlanda kommun i Småland och ingår i Emåns huvudavrinningsområde. Sjön är 1,1 meter djup, har en yta på 0,0709 kvadratkilometer och befinner sig 145,9 meter över havet.

## Delavrinningsområde
Stigagöl ingår i det delavrinningsområde (635700-147800) som SMHI kallar för Utloppet av Saljen. Medelhöjden är 175 meter över havet och ytan är 35,76 kvadratkilometer. Räknas de 10 delavrinningsområdena uppströms in blir den ackumulerade arean 208,43 kvadratkilometer. Skärveteån (Farstorpaån) som avvattnar avrinningsområdet har biflödesordning 3, vilket innebär att vattnet flödar genom totalt 3 vattendrag innan det når havet efter 130 kilometer. Delavrinningsområdet består mestadels av skog (61 %) och jordbruk (13 %). Avrinningsområdet har 7,28 kvadratkilometer vattenytor vilket ger det en sjöprocent på 20,3 %.